# Lupinus arbustus
Lupinus arbustus är en ärtväxtart som beskrevs av John Lindley. Lupinus arbustus ingår i släktet lupiner, och familjen ärtväxter.

## Underarter
Arten delas in i följande underarter:
- L. a. arbustus
- L. a. calcaratus
- L. a. neolaxiflorus
- L. a. pseudoparviflorus
- L. a. silvicola

## Bildgalleri

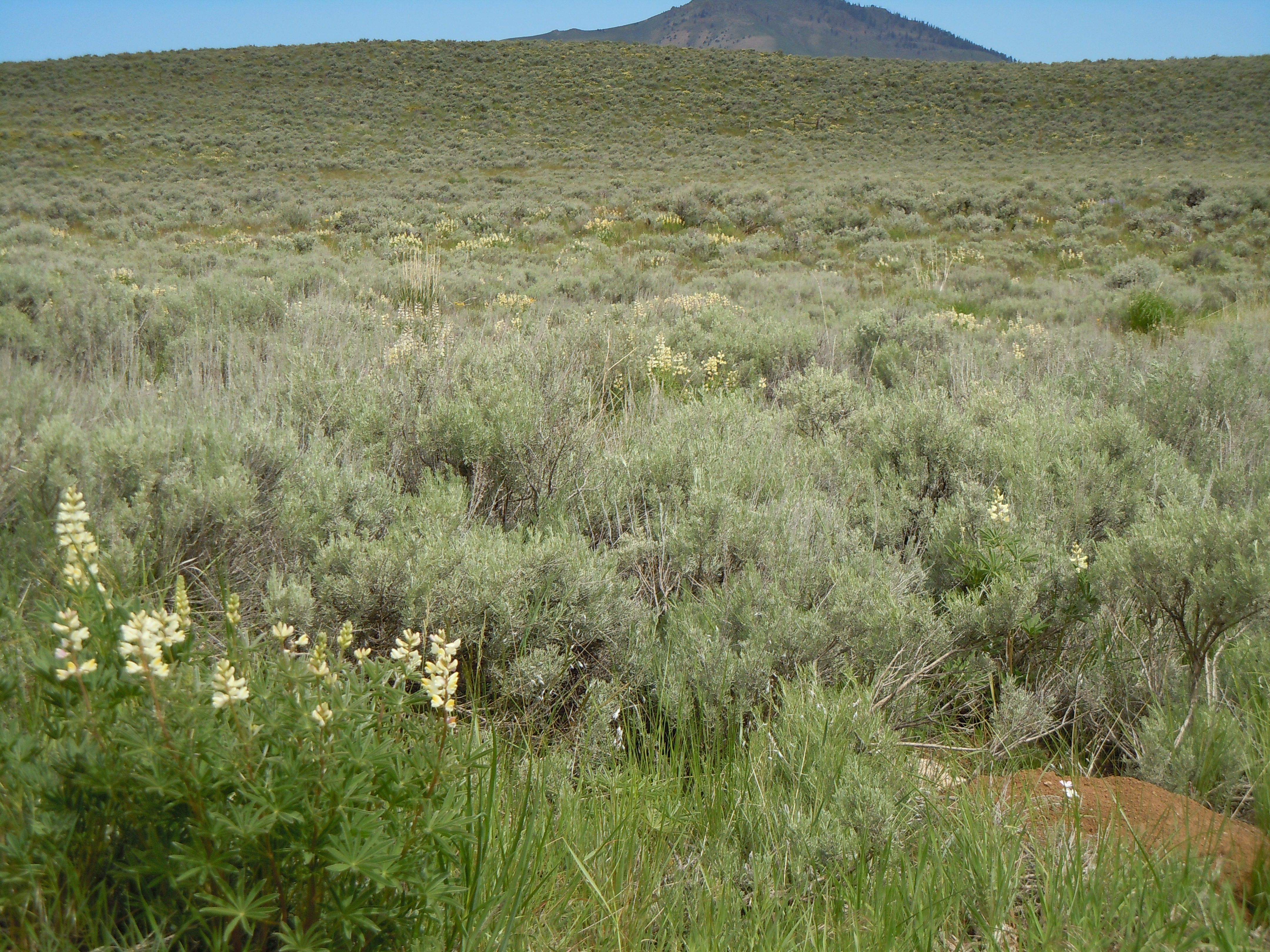
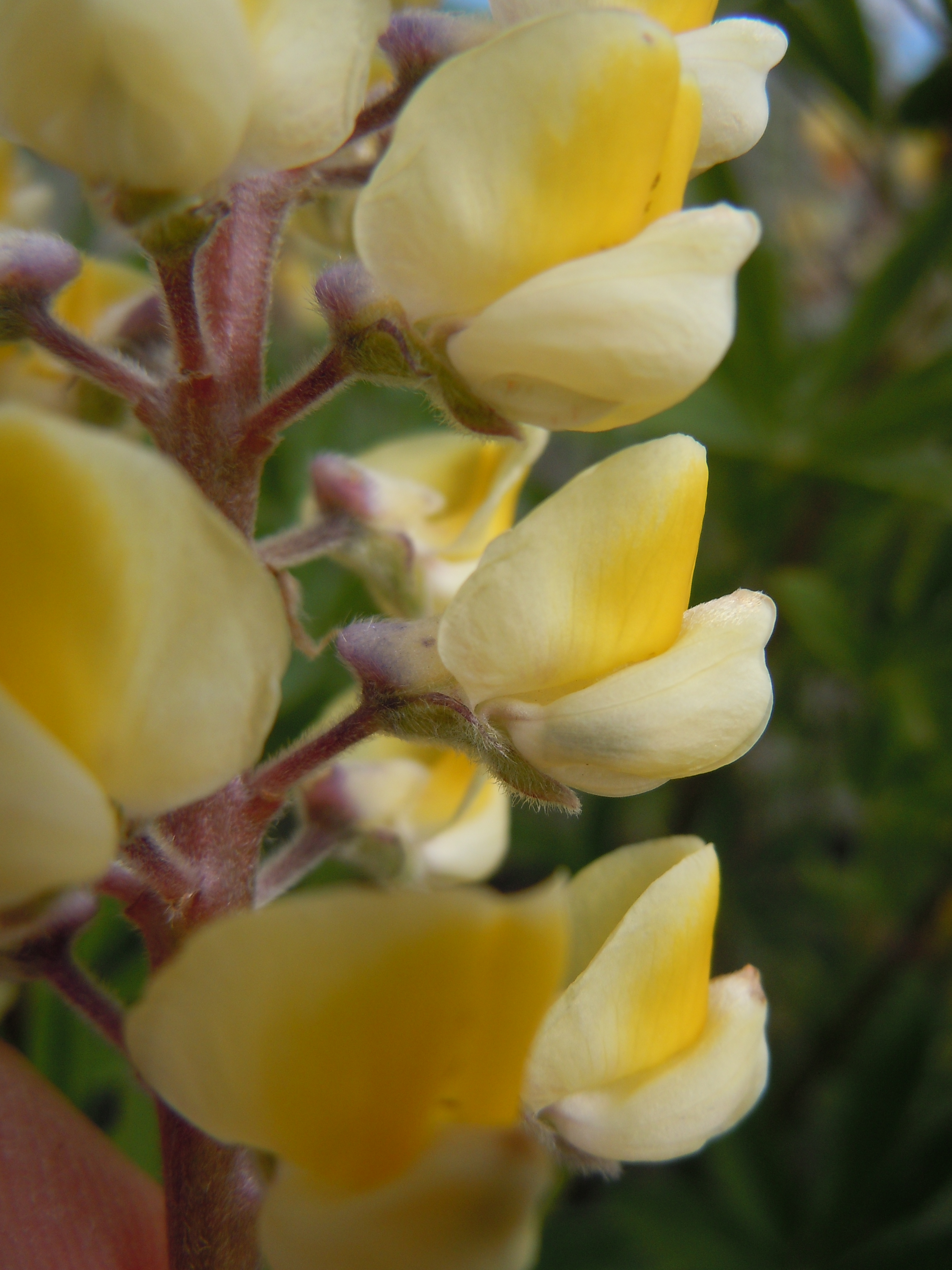
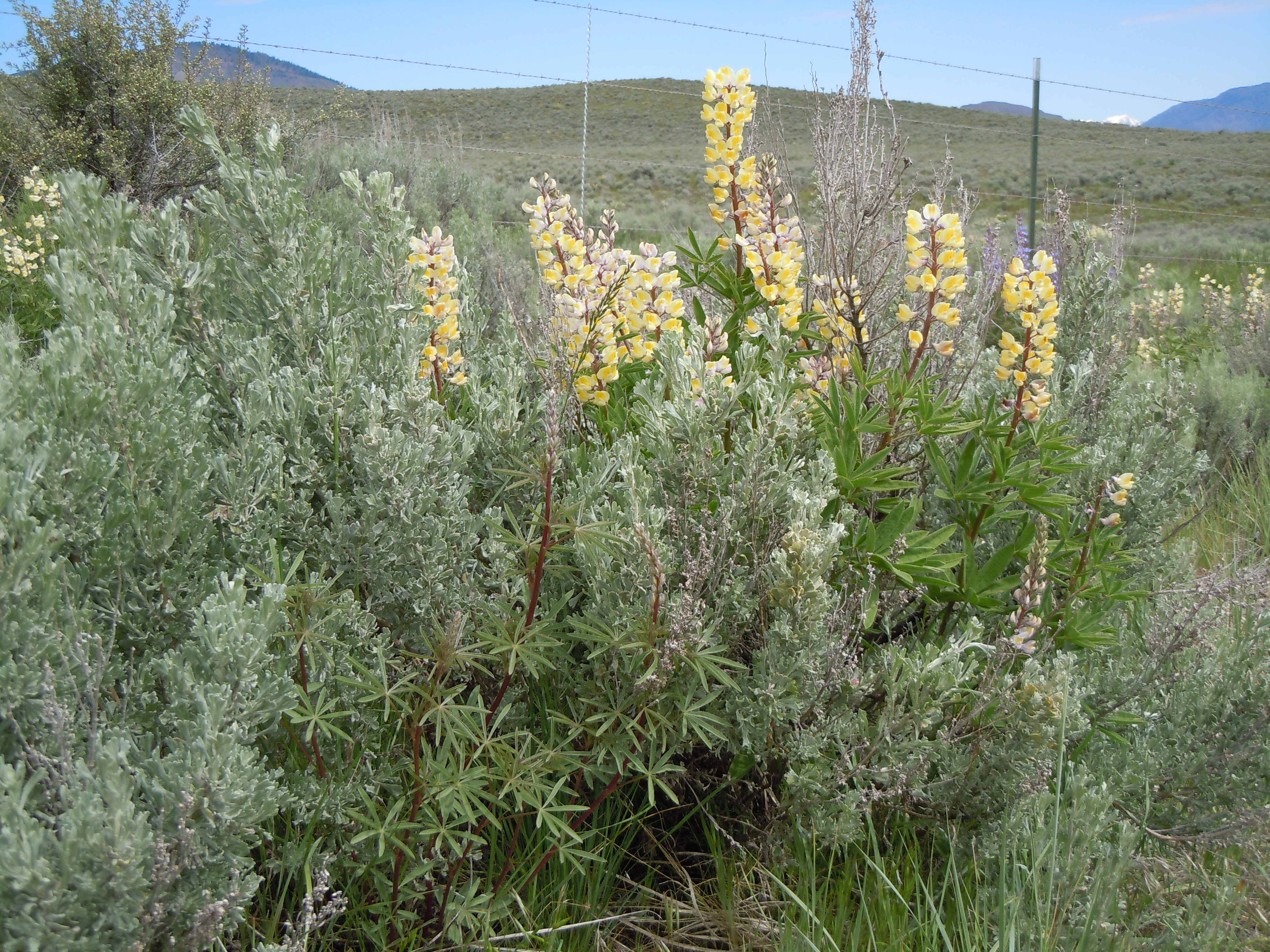
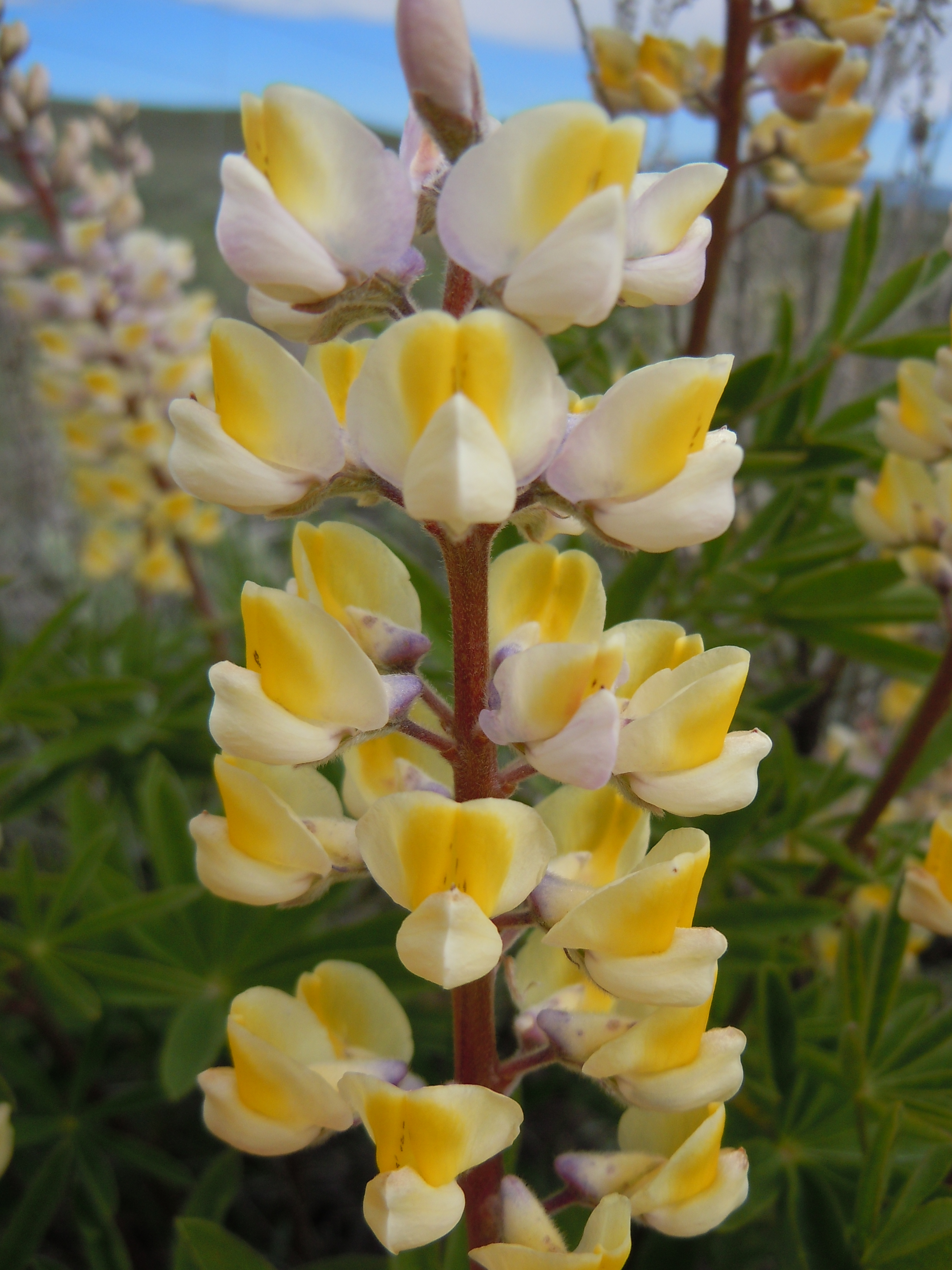